# Malé ženy
Malé ženy (v anglickém originále Little Women) je román americké spisovatelky Louisy May Alcottové. Tato kniha je označována za její životní dílo a také za jednu z největších klasik americké literatury 19. století. Je považována za alespoň částečně autobiografický román.
Kniha zachycuje příběh čtyř sester pocházejících z chudé, ale šťastné rodiny žijící v americkém městečku Concord ve státě Massachusetts, kde samotná autorka se svými třemi sestrami vyrůstala. Tatínek odešel do zuřící americké občanské války a rodina se živí jen velmi těžce. Přesto pochopí, že bohatství nemusí znamenat totéž, co peníze.  

## Inspirace
Při psaní Malých žen se Alcottová výrazně inspirovala svými rodinnými členy; každá ze sester Marchových je nápadně podobná spisovatelčiným opravdovým sourozencům. Jo Marchová je pak autorčiným alter egem.
Román nicméně její skutečné dětství značně idealizuje. Otec, kupříkladu, nebyl hrdinou občanské války ani zdrojem inspirace pro své dcery, jako je tomu v knize. Naopak, v jejich domě byl přítomen až příliš, neboť si nemohl najít stabilní zaměstnání. Z toho důvodu byla rodina velmi chudá a leckdy dokonce hladověla.

## Postavy
- Meg March (do češtiny přeložena jako Markéta), nejstarší ze sester, která si ráda potrpí na svůj zevnějšek, sní o bohatství a později i o manželech.
- Jo March (do češtiny přeložena jako Josefína) vždy toužila být klukem, přihlásit se k armádě, vyhledávat dobrodružství a především stát se slavnou spisovatelkou.
- Beth March (do češtiny přeložena jako Líza) je naopak tichá, skromná, velmi hodná a ochotná, ale i stydlivá. Miluje hudbu a touží dostat krásné piano.
- Amy March, nejmladší ze sester je poměrně podobná Meg. Ráda se strojí, ovšem na rozdíl od své sestry také miluje obrazy a kreslení, a přeje si, aby se z ní stala urozená dáma. Proto se snaží hovořit vznešenou mluvou, což se jí však příliš nedaří.
- Abigail March, které ovšem sestry neřeknou jinak než maminka, jelikož se jedná o velmi hodného, milého a slušného člověka, který pomáhá svým dcerám překonat všechny nástrahy života.
- Theodore „Laurie“ Laurence (do češtiny přeložen jako Tadeáš) je urozený, přesto slušný a zábavný soused a nejlepší kamarád sester Marchových. Seznámí se s Jo na začátku knihy a od té doby se sestrami prožívá téměř všechna jejich dobrodružství.
- Mr. Laurence (v češtině nazýván jako starý pan Laurence) je štědrý a laskavý dědeček Tadeáše, který s ním žije v rozlehlém sídle vedle domu Marchových.
- John Brooke (v češtině též nazýván jako Jan) je vzdělaný, slušně vychovaný a velmi laskavý soukromý učitel Laurieho, jenž má ovšem nejblíže k Meg.
- Robert March, jemuž ovšem sestry říkají výhradně tatínek, se sice objeví až na konci knihy, přesto má na celý příběh zásadní vliv.
- Aunt March (v češtině přeložená jako teta Marchová), je zámožná a stará, ovšem velice nafoukaná teta Roberta Marche, pro kterou hrají peníze v životě tu nejdůležitější roli.

## Děj
Příběh začíná o Vánocích, krátce po odjezdu otce do války. Sestry si nejprve myslí, jak budou tyto svátky příšerné a chudé, nakonec si ovšem své vzájemné společenství s maminkou užijí, k čemuž jim dopomůže tradiční divadelní představení, které vždy sepíše Jo a hrají všechny sestry. Ke konci svátků se Jo s Meg vydá na večírek, kde se Jo poprvé seznámí s jejich sousedem Lauriem, kterého už chtěla léta poznat. Ačkoliv po skončení svátků opět začíná rodině práce, tedy Jo musí hlídat protivnou tetu Marchovou, Meg několik rozmazlených dětí, Amy musí do školy a maminka zase šije uniformy, vztah sester k Lauriemu přeroste ve velké přátelství a ten už je zanedlouho navštěvuje každý den. Díky tomu se rodina setká i se starým a velice příjemným Laurieho dědečkem, který si nejvíce oblíbí tichou Beth a za čas jí věnuje své krásné piano. Rodinu od každodenní rutiny odtrhne až velice smutný incident. Laurie totiž jednoho dne pozve Jo a Meg do divadla a Amy začne vyvádět, že chce jít taky. Její přání ovšem není vyslyšeno, a tak v návalu vzteku spálí všechny Josefíniny deníky, které psala pro otce. Vztahy mezi těmito dvěma sestrami jsou na krátkou dobu pošramocené, ovšem vše se nakonec odpustí.
S příchodem letních prázdnin si upracované sestry konečně začnou užívat volna a slíbí si, že za celé prázdniny nehnou ani prstem. To je ovšem již po několika dnech začne ukrutně nudit, a tak již po týdnu změní způsob trávení prázdnin. Dům začne být opět uklizený a čistý a sestry často chodí ven. Jednou se například vydají na výlet společně s Lauriem a několika jeho přáteli z Velké Británie. Ačkoliv Laurieho britští kamarádi moc sympatičtí nejsou, všichni si celý den přesto užijí a Meg začne něco cítit k soukromému učiteli Laurieho, laskavému a vzdělanému Johnu Brookovi, jenž city, jak se zdá, oplácí.  

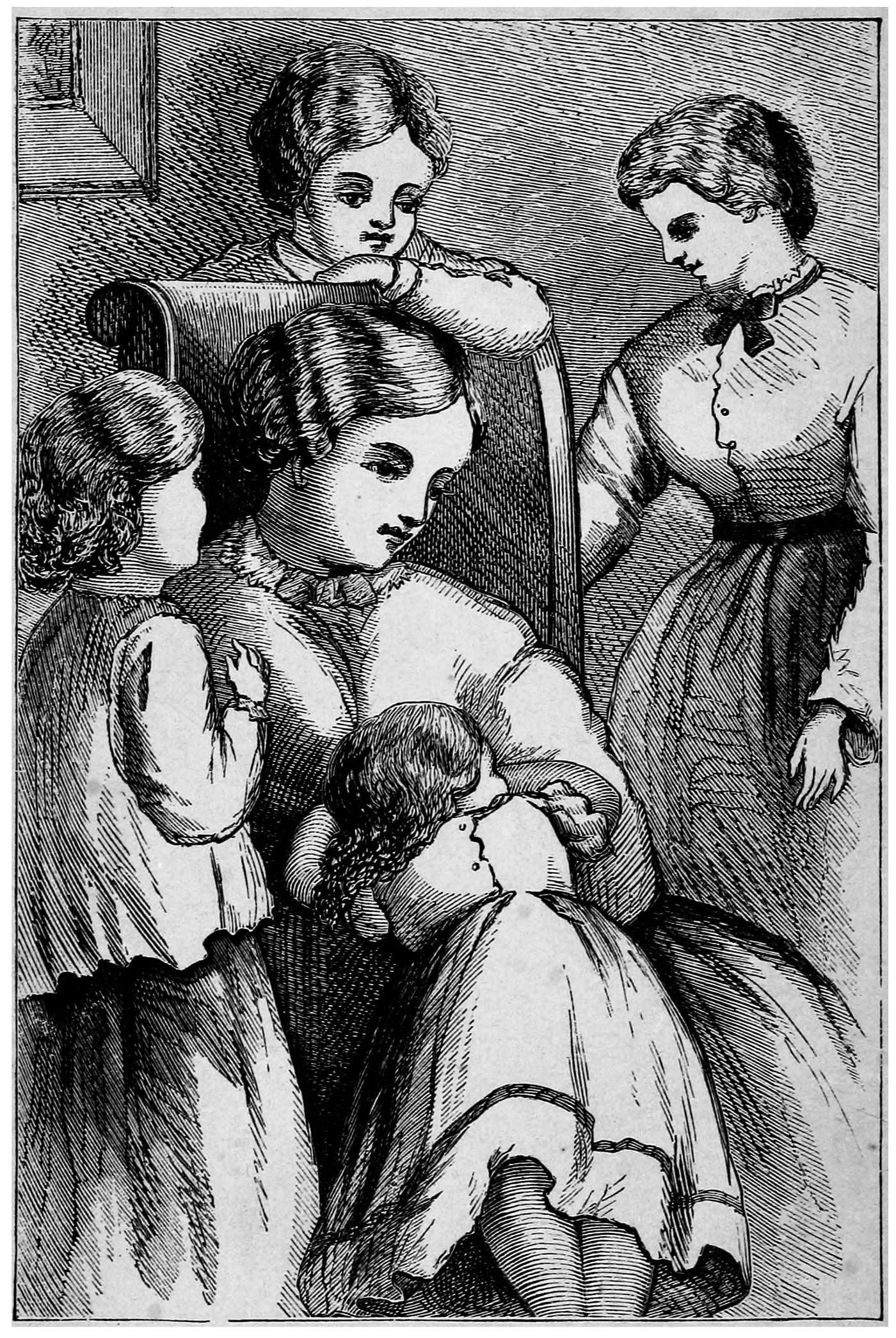
Autorčina vlastní ilustrace zobrazující sestry Marchovy v maminčině objetí

Během podzimu v novinách Jo vyjdou dvě krátké povídky, které napsala. Nikomu s výjimkou Laurieho to před tím neřekla, protože se obávala neúspěchu, ovšem když jsou její díla uveřejněna, své rodině se pochlubí a všichni jsou na ni velmi pyšní. Závratné události se začnou dít až během listopadu, kdy se stanou hned dvě věci. Nejprve dojde dopis z Washingtonu, že tatínek byl zraněn a převezen do zdejší nemocnice. Paní Marchová se okamžitě vydává do za tatínkem, aby mu byla oporou a jako ochránce s ní jede i John Brooke. Jo si kvůli tomu dokonce za dvacet pět dolarů nechá ustřihnout své dlouhé a krásné vlasy, na které byla vždy náramně pyšná a následně je opláče. Maminka řekne dcerám, že doufá, že se o dům dokáží postarat i samy. Ano, opravdu se ukáže, že sestry jsou soběstačné, dokáží se postarat o domácnost a v případě dvou nejstarších sester stíhat práci a v případě té nejmladší školu. Dostávají také pravidelné dopisy od svých rodičů a zdá se, že se tatínkův stav zlepšuje. Jednoho dne ovšem sestry zjistí, že jedné ze sousedních rodin, která je taktéž velmi chudá, vážně onemocněly děti, jak se později ukáže, spálou. Jediná, kdo se nabídne, aby rodině zanesla nějaké potraviny, je jen dobrosrdečná a ochotná Beth. Když se ovšem vrátí, její zdravotní stav se začne rapidně zhoršovat. Po návštěvě doktora se potvrdí, že Beth dostala spálu, což může být i smrtelné onemocnění. Zatímco Jo a Meg, které již tuto nemoc měly, se o Beth za pomoci doktora horlivě starají, pošlou Amy, která by se mohla nakazit, k tetičce Marchové. Sestry i s doktorem zatím vše před svými rodiči držely v tajnosti, protože se obávaly, že by touto smutnou zprávou zhoršily tatínkův stav. Když ovšem opravdu začínalo jít do tuhého a sestry, ač nerady, musely myslet i na to nejhorší, mamince skutečně napsaly. Ta přijíždí přesně v noc, o které doktor řekl, že se rozhodne, zda Beth svou nemoc porazí, či ne. S tatínkem v nemocnici zůstane John. Nakonec se ukáže, že Beth svůj boj zvládla, a i když nyní bude nějakou dobu zesláblá, je z toho venku. Mezitím se Amy u tety Marchové nudí a nesnáší její striktní výchovu. Aspoň že si ve svém volnu povídá s francouzskou služebnou, zkouší si některé z krásných šatů a teta jí daruje krásný tyrkysový prstýnek, který nakonec poslouží jako vánoční dárek pro Beth.
V prosinci se začne ještě intenzivněji prohlubovat vztah mezi Meg a Johnem, což se Jo vůbec nelíbí, protože ta si přeje, aby navždy zůstala rodina pospolu. Laurie v té době udělá hloupý vtip, když napíše falešné dopisy od Johna nejstarší ze sester Marchových, Meg na ně odepíše a až později se ukáže, že je psal někdo jiný. To Meg hluboce raní, Laurie si uvědomí svoji chybu, omluví se a pokusí se ji napravit. Poté už přicházejí Vánoce a Jo prohlašuje, že to budou ty nejlepší vánoční svátky, jaké kdy zažily. A to ještě ani jedna z nich neví, co je čeká. Rodina Marchových si užívá dárky i společenství se svými přáteli (John, Laurie a jeho dědeček), ovšem největší překvapení nadejde, když se otevřou dveře a do domu vstoupí osoba, po které se všem tak stýskalo. Večeře už je navíc hotová a všichni si toho s tatínkem mají tolik co říct. Tehdy dá najevo Meg city k Johnu Brookovi, hlavně díky tomu, že jí teta Marchová, jež se přišla podívat na svého synovce, pobouří svými řečmi o sňatky s bohatými pány. Jo je zprvu sice nazlobená, že to tak dopadne, ovšem poté si uvědomí, jak skvělý člověk John Brooke je a začne své sestře přát jen to nejlepší.

## Odkaz
Román věrně vyobrazuje tehdejší život americké střední třídy, zároveň ovšem přibližuje čtenářům životy mladých a ambiciózních žen na sklonku dospělosti. Samotná autorka byla oddanou sufražetkou a i její nejúspěšnější román poukazuje na tehdy nerovnoměrnou dělbu práce a nutnost rovnosti manželů. Alcottová tedy především oslavuje schopné a samostatné ženy, jež i navzdory nepříznivým podmínkám bojují se životem a dělají svobodná rozhodnutí, která by je mohla učinit šťastnými.
Kniha ve své době ovlivnila mnoho mladých spisovatelek, jež začaly psát díla s dobrodružnými zápletkami a protagonistkami, které dosáhly individuálních úspěchů. Byla také velmi oblíbená u nově příchozích imigrantů, kteří doufali, že jim přečtení pomůže lépe se integrovat do americké společnosti.
Jo Marchová představuje v každém směru nekonvenční mladou dámu své doby a výrazně inspirovala několik slavných spisovatelek, včetně Maxine Hong Kingstonové, J.K. Rowlingové či Margaret Atwoodové.

## Pokračování a adaptace
Kniha poprvé vyšla roku 1868 a krátce poté, co zaznamenala překvapivý úspěch, Alcottová napsala pokračování Dobré manželky, které ovšem v USA vychází od roku 1880 v jednom svazku společně s prvním dílem. Po úspěchu i druhé knihy vznikly z pera autorky ještě další dva díly (Malí muži, Jo's Boys). I přesto Alcottová nepovažuje Malé ženy za své oblíbené dílo.
První dva díly se také dočkaly mnoha seriálových i filmových adaptací. Mezi nejznámější pak patří Malé ženy (1994) a Malé ženy (2019). Oba filmy se dočkaly nominací na Oscara, ovšem aspoň jednu nominaci ve zlatou sošku proměnila až filmová verze z roku 2019.